# EMac
eMac（為「education Mac」教育用電腦的簡稱）是由蘋果公司推出的麥金塔桌上型電腦。與蘋果第二代的iMac相比，本產品的售價較低，是為了教育市場的需求而設計。eMac的設計與第一代的iMac電腦類似，將螢幕、主機、光碟機、揚聲器等裝置組合在一起，成為稱作「all-in-one」的整體設計。eMac使用了PowerPC G4處理器，和舊款iMac所使用的PowerPC G3處理器相比要快上許多，螢幕的尺寸也加大為17吋。
蘋果公司於2006年7月5日宣佈eMac正式停止生產，並由僅針對教育機構販售的低階版iMac取代，隨後在2006年9月這款低階iMac也對一般消費者公開販售。
也是最後一款搭載CRT螢幕的麥金塔桌上型電腦產品。

## 概要
蘋果公司在2002年4月首次推出eMac，定位為有別於新款液晶螢幕iMac的低價麥金塔電腦產品。原本預計僅針對教育採購者販售，但蘋果公司在一個月後認為產品的品質已經達到一定水準，決定也開放一般消費者購買。
eMac配有17吋的平面阴极射线管（CRT）1280*960 解析度 75 Hz 的顯示器、飛思卡爾（Freescale）生產的PowerPC G4處理器，以700或800MHz運行、NVIDIA GeForce 2 MX顯示卡，以及內建18瓦特的立體聲喇叭。開放一般大眾購買的版本售價為1,099和1,499美元，這個售價剛好填補了舊款iMac G3的799美元與新款iMac G4的1,499美元之間的價格空隙。蘋果公司在2003年5月宣佈停止生產舊款的iMac產品，但一直未推出低價的麥金塔電腦產品，直到eMac推出為止。之後eMac推出升級版本，將處理器提升至800和1000兆赫兹，並將顯示卡更換為ATI Radeon 7500。

## 外部連結
- （英文）蘋果亞洲分公司的 eMac 支援網頁（页面存档备份，存于）
- （英文）eMac 技術規格（页面存档备份，存于）
- （英文）eMac 研發記錄
- （英文）Everymac 網站的技術規格（页面存档备份，存于）
- （英文）Designed in California 技術規格與年表（页面存档备份，存于）
- （英文）蘋果推出低價17英吋iMac教育電腦（蘋果公司新聞稿）
- （英文）eMac 升級指南